# Koncentracija
Koncentrácija je termodinamska fizikalna količina in izraža množino snovi, ki je  pomešana z drugimi snovmi. Izraz koncentracija je primeren za kakršno koli zmes, vendar se najpogosteje uporablja za homogene raztopine in pomeni količino topljenca, raztopljenega v določeni količini raztopine ali topila. 
Raztopina se z dodajanjem topljenca ali odvzemanjem topila koncentrira, z dodajanjem topila ali z zmanjšanjem količine topljenca pa se razredčuje.
Če se dve snovi ne mešata popolnoma, obstaja neka koncentracija, pri kateri se topljenec ne bo več raztapljal. Takšna raztopina je nasičena in ves dodani topljenec bo ostal neraztopljen. Topljenec in topilo zdaj tvorita dve ločeni fazi, tako da ne govorimo več o raztopini ampak o suspenziji. Točka nasičenja je odvisna od mnogih dejavnikov, pri sobni temperaturi pa je odvisna predvsem od kemijskih lastnosti topila in topljenca. V izjemnih pogojih to pravilo ne velja, tako da lahko pride do prenasičenja raztopine.

## Kvalitativni opis koncentracije
V neformalnem netehničnem jeziku se koncentracija pogosto opisuje na kvalitativen način: raztopine z majhno koncentracijo so "razredčene" ali "šibke", raztopine z veliko koncentracijo pa "koncentrirane" ali "močne". Izrazi so povezani s količino snovi v zmesi in jakostjo učinkov ali lastnosti, ki jih snov povzroča. Primer: bolj koncentrirana raztopina obarvane snovi je običajno bolj intenzivno obarvana, bolj koncentrirana kislina pa povzroči težje poškodbe kot razredčena.   

## Kvantitativni opis koncentracije
Za znanstveno in tehnično rabo kvalitativni opis koncentracije skoraj nikoli ne zadostuje, zato so za njen opis potrebna kvantitativna merila. Kvantitativni opisi koncentracije temeljijo na masi in volumnu ali na obeh. Za pretvarjanje iz enega opisa v drugega je potrebno poznavanje gostote raztopine. Vsi ti podatki pogosto niso na razpolago, predvsem zato, ker se spreminjajo s temperaturo. 

### Masa proti volumnu
Nekatere enote za koncentracijo, med njimi je tudi molarnost, zahtevajo poznavanje volumna snovi, ki je, v nasprotju z maso, odvisen od temperature, tlaka in celo od koncentracije same. Zaradi omenjenih vplivov volumen ni aditivna količina, se pravi, da volumen zmesi dveh ali več tekočin ni enak vsoti volumnov posameznih komponent.  Volumsko merjenje koncentracije je zato primerno samo za razredčene raztopine, kjer so odstopanja od aditivnosti majhna.  
Če ni posebej poudarjeno, se vse meritve volumna nanašajo na standardno stanje temperature in tlaka, se pravi 0 °C in 1 standardno atmosfero (atm, 101,325 kPa). Merjenje mase takšnih omejitev nima.
Masa trdnih snovi in tekočin se z običajno analitsko tehtnico lahko iztehta z natančnostjo <0,2 mg, obstajajo pa tudi bolj natančne metode tehtanja.
Volumev tekočin se določa z umerjeno stekleno posodo, na primer z bireto ali merilno bučko. Za zelo majhne volumne so bolj primerne natančne brizgalke. Graduirane čaše in merilni valji niso priporočljivi, ker so oznake na njih pogosto zelo nenatančne in celo samo dekorativne. Volumne trdnih, predvsem praškastih snovi, je običajno zelo težko izmeriti, zato je bolj primerno tehtanje. Pri plinih je stanje ravno obratno: volumen plina se lahko zelo natančno izmeri s plinsko bireto pri kontroliranem tlaku, tehtanje pa zaradi vpliva vzgona ni prav enostavno.

### Molarnost
Molarnost ali molarna koncentracija pomeni število molov snovi v litru raztopine. Označuje se s simboloma c ali M, molarna ali v enotah mol/L. Po mnenju NIST (National Institute of Standards and Technology) sta izraz molarnost in simbol M zastarela in neusklajena s sistemom enot SI, zato namesto njiju predlaga naziv "množinska koncentracija" z enoto mol/dm3 ali izpeljano enoto mol/L.. Na nekateri področjih, na primer v farmakoloških raziskavah, se uporabljajo tudi manjše enote, na primer milimol (mmol/L, mM, milimolarna), mikromol (μmol/L, μM, mikromolarna) in nanomol na liter raztopine (nmol/L, nM, nanomolarna).
V kemiji se ravno molarnost najpogosteje uporablja kot merilo za koncentracijo, predvsem za razredčene raztopine, čeprav ima nekaj pomanjkljivosti:
- maso snovi se z zelo natančno tehtnico lahko iztehta zelo natančno, merjenje volumna pa ni tako natančno,
- zaradi temperaturnega raztezanja se spreminja volumen in z njim tudi molarnost raztopine,[2]
- pri bolj koncentriranih raztopinah se pojavi še problem aditivnosti volumnov, ker je tudi molski volumen snovi kot take odvisen od koncentracije.

### Molalnost
Molalnost ali molalna koncentracija pomeni število molov snovi, raztopljene v kilogramu (in ne litru!) topila. Označuje se s črko m, molalna ali z mol/kg. Primer: raztopina, ki vsebuje 1,0 mol topljenca na 2,0 kg topila je 0,5 molalna. 
Oznaka m je po mnenju NIST zastarela, zato namesto nje predlaga izraz "molalnost snovi B" (mB) in enoto mol/kg, ki je usklajena s SI. Priporočilo se še ni v celoti uveljavilo.
Molalnost je določena z masama topjenca in topila, ki nista odvisni od fizikalnih vplivov, kot sta tlak in temperatura, zato ima nekaj prednosti pred molarnostjo. 
Razredčene vodne raztopine pri približno sobni temperaturi in standardnem zračnem tlaku imajo približno enake molalnosti in molarnosti. Pojav je posledica lastnosti vode, katere 1 kg ima pri teh pogojih volumen okrog 1 L, majhne količine topljenca pa zanemarljivo mali vplivajo na spremembo volumna topila oziroma raztopine. Pri drugih pogojih in za druga topila pravilo seveda ne drži. 

### Molski delež
Molski delež ali molski ulomek (xn) je množina oziroma število molov topljenca v primerjavi s celotnim številom molov v raztopini. Primer: 1 mol topljenca, raztopljenega v 9 molih topila ima molski delež 1/10 ali 0,1. Molski delež je količina brez dimenzije. Iz molskega deleža je izpeljana enota molski odstotek (mol %), ki je enaka molskemu deležu pomnoženemu s 100. 
Molski delež se zelo pogosto uporablja pri konstruiranju faznih diagramov, ker ima naslednje prednosti:
- ni odvisen od temperature, zato ne zahteva poznavanja gostot udeleženih faz,
- zmes z zahtevanim molskim deležem se lahko pripravi s tehtanjem posameznih komponent,
- merilo je simetrično: če je molski delež topljenca enak 0,1, je molski delež topila enak 0,9.

Molski delež se lahko zelo enostavno pretvori v molalnost in obratno, za pretvarjanje v molarnost pa je treba poznati gostoto raztopine. 

### Masni delež ali odstotna koncentracija
Masni delež (xm) ali odstotna koncentracija ali utežna koncentracija  (w) je masa snovi v primerjavi z maso celotne  zmesi oziroma raztopine izražena z deležem ali z odstotkom. Primer: raztopina, ki vsebuje 40 g etanola in 60 g vode, vsebuje 40 % etanola. Masni delež etanola je 0,4.
Komercialne koncentrirane raztopine reagentov, na primer kislin, so običajno označene z utežnim odstotkom reagenta (w/w ali wt% ali ut%) in specifično težo raztopine.  V kemiji odpadnih vod se pogosto uporablja izraz "celotne raztopljene trdne snovi", ki pomeni odstotno koncentracijo vseh v vodi raztopljenih trdnih snovi.

### Masno-volumski delež
Masno-volumski delež, lahko tudi odstotek ali odstotek mase na volumen, okrajšano %m/v ali %w/v, je masa topljenca v gramih na 100 mL nastale raztopine. Masno-volumski odstotek se pogosto uporablja za raztopine trdnih snovi v tekočinah. Primer: 40 w/v raztopina sladkorja vsebuje 40 g sladkorja v 100 mL raztopine.

### Volumsko-volumski delež (volumski odstotek)
Volumsko-volumski odstotek, običajno kar volumski odstotek (vol%), je volumen topljenca v mL na 100 ml tako nastale raztopine. Volumski odstotek je najbolj prikladen za pripravo zmesi dveh tekočin, uporablja pa se tudi za zmesi plinov. Primer: 70 vol% raztopina etanola vsebuje 70 mL etanola v 100 mL raztopine.
Volumski odstotki so aditivni samo v zmeseh idealnih plinov.

### Normalna koncentracija
Normalna koncentracija je število gram ekvivalentov snovi v enem litru raztopine. Gram ekvivalent je odvisen od kemijskih lastnosti snovi in kemijske reakcije, v kateri snov sodeluje. Primer: soli v vodnih raztopinah disociirajo na ione.  MgCl2 disociira na 2Cl- in Mg2+, zato sta v 1L 1M raztopine MgCl2 2 gram ekvivalenta Cl- ionov. Koncentracija Cl- v raztopini je zato 2N (dva normalna). 
Normalna koncentracija raztopin je zaradi enostavnega preračunavanja izjemno uporabna v volumetriji. Če se znan volumen raztopine snovi a z neznano koncentracijo Na titrira z znanim volumnom raztopine snovi b z znano koncentracijo Nb, je 
{\displaystyle V_{a}N_{a}=V_{b}N_{b}}
in 
{\displaystyle N_{a}=V_{b}N_{b}/V_{a}}
Normalna koncentracija ne more nadomestiti drugih meril koncentracije, ker se normalnost nanaša tudi na konkretno reakcijo. Ista raztopina ima zato lahko več normalnosti. Značilen primer je kalijev permanganat (KMnO4). Oksidacijsko stanje mangana v KMnO4 je Mn7+. Mn7+ se pri različnih pogojih reducira v Mn 6+, Mn4+ ali Mn2+ in pri tem sprejme 1, 3 ali 5 elektronov. Ker je pri redoks reakcijah merilo za izračunavanje normalnosti število oddanih ali prejetih elektronov, je 1M (en molarna) raztopina KMnO4 v prvem primeru 1N (en normalna – en elektron), v drugem 3N (trije elektroni) in v tretjem 5N (5 elektronov). V takšnih primerih je bolje, da se koncentracijo raztopine deklarira z molarnostjo, normalnost pa se za konkretne reakcije izračuna sproti.

### Ekvivalentna koncentracija
Izražanje koncentracije z ekvivalenti na liter (Eq/L), najpogosteje z miliekvivalenti na liter, ima isto osnovo kot normalna koncentracija. Takšno izražanje koncentracije zato ni ravno smiselno, vendar se še vedno uporablja v medicini za deklariranje  koncentracij serumov.

### Formalna koncentracija
Formalna koncentracija z oznako F je podobna molarni koncentraciji. Uporablja se redko, največkrat pri reševanju problemov kemijskega ravnotežja.
Razlika med formalno in molarno koncentracijo je v tem, da formalna koncentracija izraža mole izvirne kemijske spojine ne glede na to, katere spojine iz nje v raztopini nastanejo, molarna koncentracija pa izraža dejansko koncentracijo teh snovi.
Primer: pri raztapljanju natrijevega karbonata (Na2CO3) v  vodi, snov disociira na Na+ in CO32- ione. Nekaj CO32- ionov reagira z vodo in tvori HCO3- ione in ogljikovo kislino H2CO3. Če je pH raztopine nizek, v raztopini ne ostane skoraj nič Na2CO3, to pa pomeni, da raztopina, v kateri je 1 mol Na2CO3/L, ni 1M ampak 1F. 

### Notacija "število delov na"
Notacija "število delov na", na primer ppm (iz angleškega parts-per million), pomeni razmerje med količino izbrane snovi v primerjavi s celotno količino zmesi ali raztopine in je podoben masnemu deležu. Uporablja se na nekaterih področjih znanosti in inženirstva, ker ne zahteva preračunavanja mas in/ali volumnov, kot je to potrebno pri normalni ali molarni koncentraciji. 
Najpogosteje se uporabljajo naslednji izrazi:
- Odstotek, ki pomeni število delov na sto delov. Označuje se s simbolom %, včasih tudi s pph. Primer: 1 % pomeni 1g snovi/100 g zmesi.
- Promil, ki pomeni število delov na tisoč delov (103). Označuje se s simbolom ‰, včasih tudi s ppt. Primer: 1‰ pomeni 1g snovi/kg ali 1 mg/g zmesi.
- ppm, ki pomeni  število delov na milijon (106) delov. Primer: 1 mg snovi/kg zmesi.
- ppb, ki pomeni  število delov na milijardo (109) delov. Primer: 1 mg/t zmesi.
- ppt, ki pomeni število delov na trilijon (1012) delov. Primer: 1 mg/kt zmesi.
- ppq, ki pomeni število delov na kvadilijon (1015) delov. Primer: 1 mg/Mt zmesi.

#### Označevanje čistoče snovi
Notacija "število delov na" se pogosto uporablja za označevanje količine nečistoč, ker ne zahteva nobenih enot mere. 
V kemiji ozračja in v predpisih za onečiščenja zraka se pogosto uporablja enota ppmv, ki pomeni število volumskih delov na milijon volumskih delov. Izraz se uporablja predvsem za pline, na primer za CO2 v zaprtem prostoru. Za neplinaste snovi, na primer aerosole, vodne kapljice in prašne delce, se uporabljata enoti μg/m3 ali mg/m3. Pri zadnjih dveh izrazih je treba upoštevati vpliv temperature in tlaka na gostoto zraka in s tem na tudi maso plina. 

## Pregled enot koncentracij
| Količina                         | definicija | oznaka       | enota                     |
| -------------------------------- | --- | ------------ | ------------------------- |
| Atomski odstotek (A)             | {\displaystyle \left({\frac {\rm {stevilo~atomov~primesi\times 100}}{\rm {stevilo~atomov~raztopine}}}\right)}             | at.%         | %                         |
| Atomski odstotek (B)             | {\displaystyle \left({\frac {\rm {stevilo~atomov~primesi\times 100}}{\rm {stevilo~zamenljivih~atomov~raztopine}}}\right)} | at.%         | % (***)                   |
| (***) Masni odstotek             | {\displaystyle \left({\frac {\mathrm {grami\ topljenca} \times 100}{\mathrm {grami\ raztopine} }}\right)}                 | wt%          | %                         |
| Masno-volumski odstotek          | {\displaystyle \left({\frac {\mathrm {grami\ topljenca} \times 100}{\mathrm {mililitri\ raztopine} }}\right)}             |              | %, pravilneje %g/mL       |
| Molarnost                        | {\displaystyle \left({\frac {\mathrm {moli\ topljenca} }{\mathrm {litri\ raztopine} }}\right)}                            | M            | mol/L (ali M ali mol/dm3) |
| Molinity                         | {\displaystyle \left({\frac {\mathrm {moli\ topljenca} }{\mathrm {kilogrami\ raztopine} }}\right)}                        |              | mol/kg                    |
| Molalnost                        | {\displaystyle \left({\frac {\mathrm {moli\ topljenca} }{\mathrm {kilogrami\ topila} }}\right)}                           | m            | mol/kg (ali m**)          |
| Molski delež                     | {\displaystyle \left({\frac {\mathrm {moli\ topljenca} }{\mathrm {moli\ raztopine} }}\right)}                             | Χ            | decimalno število         |
| Formalnost                       | {\displaystyle \left({\frac {\mathrm {moli\ neraztopljenega\ topljenca} }{\mathrm {litri\ raztopine} }}\right)}           | F            | mol/L (ali F)             |
| Normalnost                       | {\displaystyle \left({\frac {\mathrm {gram\ ekvivalenti} }{\mathrm {litri\ raztopine} }}\right)}                          | N            | N                         |
| Deli na sto delov                | {\displaystyle \left({\frac {\mathrm {dekagrami\ topljenca} }{\mathrm {kilogrami\ raztopine} }}\right)}                   | % (ali pph)  | dag/kg                    |
| Deli na tisoč delov ‰ (ali ppt*) | {\displaystyle \left({\frac {\mathrm {grami\ topljenca} }{\mathrm {kilogrami\ raztopine} }}\right)}                       | ‰ (ali ppt*) | ng/kg                     |
| Deli na milijon delov            | {\displaystyle \left({\frac {\mathrm {milligrami\ topljenca} }{\mathrm {kilogrami\ raztopine} }}\right)}                  | ppm          | mg/kg                     |
| Deli na bilijon delov            | {\displaystyle \left({\frac {\mathrm {mikrogrami\ topljenca} }{\mathrm {kilogrami\ raztopine} }}\right)}                  | ppb          | µg/kg                     |
| Deli na trilijon delov           | {\displaystyle \left({\frac {\mathrm {nanogrami\ topljenca} }{\mathrm {kilogrami\ raztopine} }}\right)}                   | ppt*         | ng/kg                     |
| Deli na kvadrilijon delov        | {\displaystyle \left({\frac {\mathrm {pikogrami\ topljenca} }{\mathrm {kilogrami\ raztopine} }}\right)}                   | ppq          | pg/kg                     |

* "ppt" se običajno uporablja za označevanje "deli na trilijon delov", včasih pa tudi za označevanje "deli na tisoč delov".
** Oznaka je zastarela.
***  Uporablja se na področju polprevodnikov.